# Ivo Lipanović (veslač)
Ivo Lipanović (Orebić, 18. kolovoza 1928. - Split, 30. srpnja 2019.), hrvatski veslački olimpijac. Po zanimanju je bio stolar.

## Životopis
Rođen na Pelješcu. Veslačima Gusara pridružio se na prijedlog Luke Marasovića. Kao 17-godišnjak došao je u juniore Gusara, a s njim je veslao godinu dana mlađi Duje Bonačić. Trenirao ih je njemački trener Bormann, koji je došao raditi u Split da bi zaradio nešto hrane te poslao u Njemačku, tada opustošeno ratnim djelovanima. Bormann je koji je bio i izbornik državne reprezentacije. Lipanović je do Olimpijade veslao u 'dvojcu bez kormilara' s Miškom Rosenbergom. Pred Olimpijadu 1948. prebačen je u vrlo jaki četverac bez kormilara u sastavu: Klement Alujević, Mate Mojtić Matacin, Petar Ozretić i Zdeslav Brajević, iz kojeg je ispao Brajević. Posada je pobijedila na izbornim utrkama u Zagrebu i Beogradu te na međunarodnim regatama u Zagrebu i Budimpešti, čime je stekla pravo nastupa na Olimpijskim igrama u Londonu. Bio je prvak države 1950. i 1951. godine. Veslao je sve do 1956. godine. Kao stolar radio je za Gusara osmerce po nacrtima. Umro je u 91. godini kao tada najstariji živući hrvatski olimpijac i jedini preostali hrvatskih športaš, sudionik prvih poslijeratnih Olimpijskih igara.

## Vanjske poveznice
- Olympmedia Ivo Lipanović